# Aglaophamus jeffreysii
Aglaophamus jeffreysii är en ringmaskart som först beskrevs av McIntosh 1885.  Aglaophamus jeffreysii ingår i släktet Aglaophamus och familjen Nephtyidae. Inga underarter finns listade i Catalogue of Life.